# Kéralka indická
Kéralka indická (Melanobatrachus indicus) je druh žáby, který náleží do monotypického roku kéralka. Obývá vlhké stálezelené lesy indického pohoří Západní Ghát v nadmořské výšce od 900 do 1500 metrů. Žije mezi kameny a spadaným listím, vajíčka klade do tůní horských potoků. Dosahuje délky 3–3,5 cm. Tělo je leskle černé a pokryté šedobílými hrbolky, na spodní části těla se nacházejí velké šarlatově zbarvené skvrny. Kéralka je ohroženým druhem, který byl znovuobjeven v roce 1997. Její způsob života je málo zmapován, byla nalezena pouze na třech lokalitách v indických státech Tamilnádu a Kérala (podle něhož dostala český název), celková rozloha areálu jejího výskytu se odhaduje na necelých 5000 km².